# Fort Boyard, le jeu
Pour les articles homonymes, voir Fort Boyard.
Fort Boyard, le jeu est un jeu vidéo français adapté du jeu télévisé Fort Boyard, édité par Mindscape et sorti sur PC en 2006, sur Nintendo DS en 2007, puis sur Wii en 2008.
Une mise à jour de la version PC est sortie en 2007 en même temps que la sortie du jeu DS, et une mise à jour de la version DS est sortie en 2008 en même temps que la sortie du jeu Wii.

## Déroulement du jeu
Le jeu suit le déroulement du jeu télévisé : 
- Les épreuves en cellule qui permettent de récupérer les clés qui ouvrent la salle du trésor
- Les aventures extérieures qui permettent de récupérer les indices qui permettent de déduire le mot-code qui libère le trésor.
- Les duels contre les Maîtres des Ténèbres pour gagner le temps passé dans la salle du trésor (et, au choix, des indices supplémentaires pour la version DS).
- La salle du trésor avec la réflexion du mot-code et la récupération du trésor dans le temps gagné grâce aux duels.

Toutes les épreuves peuvent être rejouées séparément en mode "Partie Rapide".

## Épreuves

### Épreuves en cellule
| Épreuve              | Présence dans le jeu télévisé | PC         | DS         | Wii |
| -------------------- | ----------------------------- | ---------- | ---------- | --- |
| Alchimiste           | 1990-1995                     | Non        | Non        | Oui |
| Asile                | 2001-2006                     | Oui        | Oui        | Non |
| Bonneteau            | 1990-2013, depuis 2016        | Oui        | Non        | Non |
| Bras de fer          | 1990-2007, depuis 2016        | Oui (2007) | Non        | Non |
| Cabestan             | 1994-2007, 2015-2017          | Oui        | Non        | Oui |
| Cellule qui rétrécit | 1992-2014                     | Oui        | Non        | Non |
| Code musical         | 2001-2002                     | Oui (2007) | Non        | Non |
| Cotons-tiges         | 1990-1997, 2011-2015          | Non        | Non        | Oui |
| Débarras             | 1999-2004                     | Oui        | Oui        | Non |
| Échelle infernale    | 1993-2010                     | Oui (2007) | Non        | Non |
| Excalibur            | 1991-2018                     | Oui        | Oui        | Oui |
| Fils à plomb         | 1997-1998                     | Non        | Oui (2008) | Non |
| Manolier             | 2000-2015                     | Oui        | Oui        | Non |
| Menotte              | 1996-2013                     | Oui        | Oui        | Oui |
| Mr Tchan             | 2007-2009                     | Non        | Non        | Oui |
| Pierres extérieures  | 1992-2010                     | Oui        | Oui        | Non |
| Planétarium          | 2006-2009                     | Oui (2007) | Non        | Non |
| Ring                 | 2007-2016                     | Non        | Oui (2008) | Oui |
| Souffleurs           | 2006                          | Oui (2007) | Non        | Non |
| Temps modernes       | 1990-1993                     | Non        | Oui (2008) | Non |
| Tonneau              | 2002-2010                     | Oui        | Oui        | Non |
| Tourniquet           | 1998-2012                     | Oui        | Non        | Non |

### Aventures
| Épreuve                | Présence dans le jeu télévisé | PC         | DS         | Wii |
| ---------------------- | ----------------------------- | ---------- | ---------- | --- |
| Ascension du poteau    | 2003-2007                     | Oui        | Oui        | Oui |
| Araignées et scorpions | 1993-2012                     | Oui (2007) | Non        | Non |
| Boulets à la mer       | 2007                          | Non        | Oui (2008) | Oui |
| Cablocypède            | 1998-2012, 2016               | Oui (2007) | Non        | Non |
| Cloche                 | depuis 1999                   | Oui        | Oui (2008) | Oui |
| Funambule              | 1997-2012                     | Oui        | Oui        | Oui |
| Rocket-man             | 2006-2017                     | Oui (2007) | Oui        | Oui |
| Taquin-marin           | 2007-2011                     | Non        | Oui (2008) | Non |
| Tête chercheuse        | depuis 1996                   | Oui (2007) | Non        | Non |
| Tir à l'arc            | 1991-1993                     | Non        | Non        | Oui |
| Varappe                | 1991-2010                     | Oui        | Oui        | Oui |

### Duels
| Épreuve        | Présence dans le jeu télévisé | PC  | DS  | Wii |
| -------------- | ----------------------------- | --- | --- | --- |
| Awalé          | 1995-2011, 2016-2018          | Oui | Oui | Oui |
| Bâtonnets      | 1995-2013, depuis 2016        | Oui | Non | Oui |
| Billot         | depuis 1995                   | Oui | Oui | Oui |
| Bonneteau      | 1990-2013, depuis 2016        | Oui | Oui | Oui |
| Boulets rouges | 2005                          | Oui | Oui | Non |
| Cartes Boyard  | 1996-2008                     | Oui | Non | Non |
| Empilage       | 1996-2011                     | Oui | Non | Non |
| Paires         | 2005-2013                     | Oui | Non | Oui |
| Poids          | depuis 1995                   | Non | Non | Oui |
| Souffleurs     | 2006                          | Non | Oui | Non |

## Accueil critique
Dans l'ensemble, les critiques sont assez moyennes, voire faibles. La bonne fidélité à l'émission de télévision est remarquée. Néanmoins, le faible nombre d'épreuves présents dans chaque jeu fait que leur durée de vie est très faible.
Jeuxvideo.com décerne un catastrophique 2/20 à la version PC, un 9/20 à la version DS mais un bon 13/20 à la version Wii. La version DS reçoit également un 3/10 de part de Gamekult et un 9/20 de la part de JeuxActu.